# FA Cup 1879-80
Football Association Challenge Cup 1879-80 var den niende udgave af Football Association Challenge Cup, nutildags bedre kendt som FA Cup. 54 klubber var tilmeldt turneringen, der blev afviklet som en cupturnering. Fem af klubberne trak sig imidlertid inden deres første kamp, så turneringen fik reelt deltagelse af 49 klubber, hvilket var ny deltagerrekord. Den første kamp blev spillet den 25. oktober 1879, og finalen blev afviklet den 10. april 1880 på Kennington Oval i London, hvor Clapham Rovers FC vandt 1-0 over Oxford University AFC. Det var Clapham Rovers' første FA Cup-triumf, og det skulle også blive klubbens eneste. Holdet havde én gang tidligere været i finalen og tabt: i 1879. Det var fjerde gang, at Oxford University AFC spillede sig frem til FA Cup-finalen – og tredje gang at holdet tabte.

## Resultater

### Første runde
Første runde blev spillet i perioden 25. oktober – 25. november 1879 og havde deltagelse af 52 hold, der spillede om 26 pladser i anden runde. Aston Villa FC og Providence FC var oversiddere i denne runde.
| Dato   | Kamp                                       | Res. |
| ------ | ------------------------------------------ | ---- |
| 25.10. | Maidenhead FC – Calthorpe FC               | 3–1  |
| 1.11.  | South Norwood FC – Brentwood Town FC       | 4–2  |
| 1.11.  | Pilgrims FC – Clarence FC                  | 5–2  |
| 1.11.  | Gresham FC – Kildare FC                    | 3–0  |
| 1.11.  | Eagley FC – Darwen FC                      | 0–1  |
| 1.11.  | Blackburn Rovers FC – Tyne Association FC  | 5–1  |
| 1.11.  | Mosquitos FC – St Peter's Institute FC     | 3–1  |
| 1.11.  | Turton FC – Brigg FC                       | 7–0  |
| 6.11.  | Oxford University AFC – Marlow FC          | 1–1  |
| 8.11.  | Finchley FC – Old Harrovian AFC            | 1–2  |
| 8.11.  | Clapham Rovers FC – Romford FC             | 7–0  |
| 8.11.  | Hendon FC – Old Foresters FC               | 1–1  |
| 8.11.  | Nottingham Forest FC – Notts County FC     | 4–0  |
| 8.11.  | Grey Friars FC – Hanover United FC         | 2–1  |
| 8.11.  | Hotspur FC – Argonauts FC                  | 1–1  |
| 8.11.  | Stafford Road FC – Wednesbury Strollers FC | 2–0  |
| 8.11.  | Acton FC – Old Carthusians FC              | 0–4  |

| Dato         | Kamp                                           | Res. |
| ------------ | ---------------------------------------------- | ---- |
| 13.11.       | Royal Engineers AFC – Cambridge University AFC | 2–0  |
| 15.11.       | Herts Rangers FC – Minerva FC                  | 2–1  |
| 15.11.       | Rochester FC – Wanderers FC                    | 0–6  |
| 15.11.       | Remnants FC – Upton Park FC                    | 1–1  |
| –            | Sheffield FC – Queen's Park FC                 | w.o. |
| –            | Old Etonians FC – Barnes FC                    | w.o. |
| –            | Henley FC – Reading FC                         | w.o. |
| –            | West End FC – Swifts FC                        | w.o. |
| –            | Birmingham FC – Panthers FC                    | w.o. |
| Omkampe      |                                                |      |
| 10.11.       | Marlow FC – Oxford University AFC              | 0–1  |
| 15.11.       | Old Foresters FC – Hendon FC                   | 2–2  |
| 15.11.       | Argonauts FC – Hotspur FC                      | 0–1  |
| 25.11.       | Upton Park FC – Remnants FC                    | 5–2  |
| Anden omkamp |                                                |      |
| 22.11.       | Hendon FC – Old Foresters FC                   | 3–1  |

### Anden runde
Anden runde blev spillet i perioden 29. november 1879 – 24. januar 1880 og havde deltagelse af de 26 af de hold, der var gået videre fra første runde, som spillede om 13 pladser i tredje runde. To hold, Old Etonians FC og Old Harrovian AFC, var oversiddere i denne runde og gik derfor uden kamp videre til tredje runde.
| Dato   | Kamp                                   | Res. |
| ------ | -------------------------------------- | ---- |
| 29.11. | Henley FC – Maidenhead FC              | 1–3  |
| 6.12.  | Blackburn Rovers FC – Darwen FC        | 3–1  |
| 13.12. | West End FC – Hotspur FC               | 1–0  |
| 13.12. | Stafford Road FC – Aston Villa FC      | 1–1  |
| 13.12. | Turton FC – Nottingham Forest FC       | 0–6  |
| 15.12. | Sheffield FC – Sheffield Providence FC | 3–3  |
| 20.12. | Clapham Rovers FC – South Norwood FC   | 4–1  |
| 20.12. | Hendon FC – Mosquitos FC               | 7–1  |

| Dato    | Kamp                                   | Res. |
| ------- | -------------------------------------- | ---- |
| 20.12.  | Grey Friars FC – Gresham FC            | 9–0  |
| 23.12.  | Royal Engineers AFC – Upton Park FC    | 4–1  |
| 10.1.   | Wanderers FC – Old Carthusians FC      | 1–0  |
| 19.1.   | Oxford University AFC – Birmingham FC  | 6–0  |
| –       | Pilgrims FC – Herts Rangers FC         | w.o. |
| Omkampe |                                        |      |
| 29.12.  | Sheffield FC – Sheffield Providence FC | 3–0  |
| 24.1.   | Aston Villa FC – Stafford Road FC      | 3–1  |

### Tredje runde
Tredje runde blev spillet i perioden 17. januar – 4. februar 1880 og havde deltagelse af ti af de hold, der var gået videre fra tredje runde, og som spillede om fem ledige pladser i fjerde runde. Fem hold var oversiddere i denne runde, Grey Friars FC, Hendon FC, Maidenhead FC, Sheffield FC og West End FC, og de gik dermed videre til fjerde runde uden kamp.
| Dato  | Kamp                                       | Res. |
| ----- | ------------------------------------------ | ---- |
| 17.1. | Clapham Rovers FC – Pilgrims FC            | 7–0  |
| 31.1. | Nottingham Forest FC – Blackburn Rovers FC | 6–0  |
| 4.2.  | Royal Engineers AFC – Old Harrovian AFC    | 2–0  |
| 7.2.  | Old Etonians FC – Wanderers FC             | 3–1  |
| –     | Oxford University AFC – Aston Villa FC     | w.o. |

### Fjerde runde
Fjerde runde blev spillet i perioden 7. – 19. februar 1880 og havde deltagelse af ti af de hold, der var gået videre fra tredje runde, og som spillede om fem ledige pladser i kvartfinalerne.
| Dato  | Kamp                                  | Res.   |
| ----- | ------------------------------------- | ------ |
| 7.2.  | Old Etonians FC – West End FC         | 5–1    |
| 14.2. | Maidenhead FC – Oxford University AFC | 0–1    |
| 14.2. | Clapham Rovers FC – Hendon FC         | 2–0    |
| 18.2. | Royal Engineers AFC – Grey Friars FC  | 1–0    |
| 19.2. | Nottingham Forest FC – Sheffield FC   | [0]2–2 |

### Kvartfinaler
Kvartfinalerne havde deltagelse af fire af de fem hold, der gik videre fra tredje runde, som spillede om to pladser i semifinalerne. Det sidste hold, Nottingham Forest FC var oversidder i denne runde og gik derfor uden kamp videre til semifinalerne.
| Dato   | Kamp                                        | Res. |
| ------ | ------------------------------------------- | ---- |
| 21.2.  | Clapham Rovers FC – Old Etonians FC         | 1–0  |
| 5.3.   | Oxford University AFC – Royal Engineers AFC | 1–1  |
| Omkamp |                                             |      |
| 15.3.  | Oxford University AFC – Royal Engineers AFC | 1–0  |

### Semifinale
Semifinalen havde deltagelse af to af de tre hold, der gik videre fra kvartfinalerne. På grund af det ulige antal hold var Clapham Rovers FC oversidder i denne runde og gik derfor videre til finalen uden kamp.
| Dato  | Kamp                                         | Res. | Spillested              |
| ----- | -------------------------------------------- | ---- | ----------------------- |
| 27.3. | Oxford University AFC – Nottingham Forest FC | 1–0  | Kennington Oval, London |

### Finale
| Dato  | Kamp                                      | Res. | Tilskuere | Spillested              |
| ----- | ----------------------------------------- | ---- | --------- | ----------------------- |
| 10.4. | Clapham Rovers FC – Oxford University AFC | 1–0  | 6.000     | Kennington Oval, London |